# هوارد كارمايكل
هوارد كارمايكل (بالإنجليزية: Howard Carmichael)‏ هو فيزيائي نظري وفيزيائي نيوزيلندي، ولد في 17 يناير 1950 في مانشستر في المملكة المتحدة.